# Montferrand-du-Périgord
Montferrand-du-Périgord – miejscowość i gmina we Francji, w regionie Nowa Akwitania, w departamencie Dordogne.
Według danych na rok 1990 gminę zamieszkiwało 197 osób, a gęstość zaludnienia wynosiła 15 osób/km² (wśród 2290 gmin Akwitanii Montferrand-du-Périgord plasuje się na 980. miejscu pod względem liczby ludności, natomiast pod względem powierzchni na miejscu 871.).